# 漢諾威的瑪麗公主
漢諾威的瑪麗（德語：Marie von Hannover，1849年12月2日—1904年6月4日），漢諾威國王格奧爾格五世的次女。
瑪麗公主終生未婚。1904年，瑪麗於格蒙登去世，享年54歲。